# Haytham Manna
Haytham Manna (Umm Al-Mayazen, 1951) é um escritor sírio.
Ele foi ativista dos direitos humanos por três décadas e ajudou a criar a Comissão Árabe de Direitos Humanos (ACHR), tornando-se porta-voz dela. Em 2011 ele renunciou ao cargo de porta-voz no início da guerra civil síria e ajudou a criar o Comitê Nacional de Coordenação para a Mudança Democrática (NCC), tornando-se seu porta-voz. Este é um dos principais grupos de oposição em ação na revolta que tornou-se a guerra civil. Manna vive em Paris desde 1982.

## Biografia
Haytham Manna estudou medicina e ciências sociais na Universidade de Damasco. Em 1976 ele estava no primeiro politburo do Partido Trabalhista Comunista da Síria. Passou dois anos vivendo discretamente e deixou a Síria em 1978. Estudou em Paris e Montpellier, é co-fundador da revista teórica "Sou'al" e ocupou vários cargos nas organizações internacionais de direitos humanos.
Durante o levante na Síria em 2011, tornou-se presidente do Comitê de Coordenação Nacional Sírio, em contraste com o Conselho Nacional Sírio, com sede em Istambul que apoia a militarização do levante, bem como a intervenção estrangeira na Síria.

## Obras
- Islam et heresies: L’obsession blasphematoire. Harmattan, 1997, ISBN 2-7384-5901-3.
- L’Algérie contemporaine – bilan et solutions pour sortir de la crise. Harmattan, 2000, ISBN 2-7384-8804-8.
- Human Rights in the Arab-Islamic Culture. Cairo Institute for Human Rights Studies, 1996.
- " Es kann gelingen - demokratischer Wandel in Syrien" In:  Wolfgang Gehrcke/Christiane Reymann (Hg.), Syrien. Wie man einen säkularen Staat zerstört und eine Gesellschaft islamisiert, PapyRossa Verlag 2013, ISBN 978-3-89 438-521-7.